# Pseudotropheus demasoni
Pseudotropheus demasoni is een kleine, agressieve mbuna die leeft in het Malawimeer. Deze soort komt alleen voor in Tanzania.

## In de natuur
Pseudotropheus demasoni leeft in een rotsachtige omgeving van 1 tot 4 meter diep waar hij zich ophoudt in de branding van de grote rotsen. Ze voeden zich vooral met de algengroei op de rotsen. Zowel mannetjes als vrouwtjes zijn vanaf de geboorte gelijkgekleurd, een lichtblauw lichaam met zwarte verticale strepen. De jongen krijgen deze kleuren pas als ze 15 tot 20 mm groot zijn. De vrouwtjes en mannetjes hebben beide dezelfde kleuren en patronen en zijn daarom moeilijk van elkaar te onderscheiden. De mannetjes zijn alleen iets groter, feller gekleurd en meer robuuster dan de vrouwtjes. Deze vis kan makkelijk verward worden met Pseudotropheus saulosi omdat de mannetjes veel overeenkomsten vertonen. Het zijn muilbroedende vissen.

## In het aquarium
Deze soort moet gehouden worden in een aquarium met genoeg rotspartijen. De watertemperatuur moet tussen de 24 en 27 graden Celsius liggen. De zuurgraad moet tussen de 7,5 en 8 liggen. De vissen leven in de onderste en middelste waterlaag van het aquarium.